# Cerocahui
Cerocahui es un pueblo del estado mexicano de Chihuahua, localizado en la Sierra Tarahumara, en el municipio de Urique, es internacionalmente reconocida por ser uno de los principales lugares de festividades de Semana Santa de los grupos étnicos tarahumaras.

## Historia
La zona donde hoy se encuentra Cerocahui estuvo habitado por los tarahumaras desde épocas anteriores a la llegada de los españoles, en 1679 llegó a este punto el primer misionero jesuita que recorría la región, Fernando Pécoro, quien duró poco tiempo en el lugar ante la resistencia de los tarahumaras a ser evangelizados como lo pretendía el religioso. Un año después, arribó al mismo lugar el reconocido evangelizador Juan María de Salvatierra, el padre Salvatierra tuvo más éxito que su antecesor, y el 23 de noviembre de aquel año fundó oficialmente la misión en la cual permanecería por 10 años, Salvatierra logró numerosas conversiones al cristianismo, así como la construcción de la primera iglesia de Cerocahui, tras su permanencia en la Sierra Tarahumara fue trasladado a la Misión de Nuestra Señora de Loreto, en la Península de Baja California. La presencia de los jesuitas continuó hasta el año de 1767, cuando el rey Carlos III de España ordenó su expulsión de todos sus dominios, siendo clausurada la misión de Cerocahui.
La población quedó habitada únicamente por tarahumaras, hasta el año de 1939 cuando los jesuitas retornaron a sus antiguas misiones, a Cerocahui llegó como encargado el padre Andrés Lara, quién encontró la iglesia construida por Juan María de Salvatierra convertida en ruinas; al padre Lara se le debe el desarrollo de Cerocahui como un centro de la actividad misionera en la región de la sierra y entre sus primera obras estuvo la reconstrucción de la iglesia, culminada en 1941. El Padre Lara fundó la escuela internado "Tewecado Santa María Guadalupe" para los Indios Tarahumara, que continúa en operación hoy en día. La escuela se quemó en 1957 y fue reconstruida en 1963, en tierras obsequiadas por Don Enrique Villalobos Zamorano, un rico hacendado de la región. Así como la construcción del camino que enlaza a Cerocahui con Bahuichivo, estación del Ferrocarril Chihuahua al Pacífico, ubicada a unos 13 kilómetros de distancia.

## Actualidad
Cerocahui es una de las principales poblaciones de su región, es un centro de actividad económica y cultural de la zona tarahumara, es además un importan atractivo turístico, famoso por las festividades de Semana Santa que los tarahumaras realizan en el lugar y por los atractivos naturales que lo rodean, la comunicación principal es por vía del Ferrocarril Chihuahua al Pacífico que llega a la estación de Bahuichivo, con la que se enleza por un camino, entre los servicios turísticos cuenta con dos hoteles. Tiene además el carácter de sección municipal del Municipio de Urique.

### Asesinato de sacerdotes jesuitas
El 20 de junio de 2022 tuvo lugar en la población un acto violento que le dio notoriedad en los medios nacionales e internacionales, al ser asesinados en el interior del templo de San Francisco Javier los sacerdotes jesuitas Javier Campos Morales y César Joaquín Mora Salazar, junto con otra persona que posteriormente sería identificado como Pedro Eliodoro Palma Gutiérrez y que se desempeñaba como guía turístico. Las versiones indican que Palma huía de un sicario que pretendía asesinarlo, cuando buscó refugio en el templo, en donde fue alcanzado por el homicida, que en el interior disparó en su contra y en el de los dos sacerdotes que buscaban protegerlo. El sicario fue identificado como José Noriel Portillo, alias «El Chueco», capo del narcotráfico en la región, quien además de forma posterior huyó llevándose los cuerpos de los tres asesinados, y al menos cuatro personas más privadas de su libertad, presuntamente turistas.
El 22 de junio, la gobernadora de Chihuahua, María Eugenia Campos Galván, anunció que las autoridades habían rescatado los cuerpos de los dos sacerdotes y el guía de turistas asesinados; mismos que fueron identificados y entregados a sus familias el 23 de junio. El sábado 25 de junio se realizó una primera misa en honor a los sacerdotes en el Templo del Sagrado Corazón de Jesús en la ciudad de Chihuahua, tras la cual los cuerpos fueron traslados sucesivamente a Creel, donde se realizó otra misa el 26 de junio, y finalmente de regreso a Cerocahui, donde en el mismo templo en que fueron asesinados fueron velados, y en donde serán sepultados.